# Stictoptera albivertex
Stictoptera albivertex là một loài bướm đêm trong họ Noctuidae.